# Luigi Barbarito
Luigi Barbarito (* 19. April 1922 in Atripalda, Provinz Avellino, Italien; † 12. März 2017 in Pietradefusi, Provinz Avellino, Italien) war ein Diplomat des Heiligen Stuhls.

## Leben
Luigi Barbarito empfing am 20. August 1944 die Priesterweihe. Bis 1947 studierte er Kanonisches Recht an der Päpstlichen Universität Gregoriana. Im November 1953 wurde er zum Apostolischen Delegaten in Ozeanien ernannt.
Papst Paul VI. ernannte ihn am 11. Juni 1969 zum Titularerzbischof von Fiorentino und zum Apostolischen Nuntius in Haiti. Der emeritierte Kardinalstaatssekretär Amleto Giovanni Kardinal Cicognani spendete ihm am 10. August desselben Jahres die Bischofsweihe; Mitkonsekratoren waren Kurienbischof Agostino Casaroli und Pasquale Venezia, Bischof von Avellino.
Am 5. April 1975 wurde er zum Apostolischen Pro-Nuntius in Niger und Senegal und Apostolischen Delegaten in Guinea-Bissau, Mali und Mauretanien ernannt. Am 10. Juni 1978 wurde er zum Apostolischen Pro-Nuntius in Australien ernannt. Am 21. Januar 1986 wurde er zum Apostolischen Pro-Nuntius im Vereinigten Königreich ernannt und am 13. April 1993 zum Apostolischen Nuntius dort erhoben. 1994 wurde Barbarito Doyen des dortigen diplomatischen Corps. Königin Elisabeth II. erhob ihn 1996 ehrenhalber zum Knight Grand Cross des Royal Victorian Order. Barbarito war auch Großkreuzritter des Konstantinordens.
Sein altersbedingtes Rücktrittsgesuch nahm Papst Johannes Paul II. am 31. Juli 1997 an.